# Newport, Kentucky
Newport är en stad i Campbell County i Kentucky i USA. Staden ligger vid Ohiofloden, inte långt ifrån Cincinnati. Folkmängden uppgick till 15 273 invånare vid folkräkningen 2010.

## Sevärdheter (urval)
- Newport Southbank Bridge